# The War Game
Jocul de-a războiul (titlu original: The War Game) este un film britanic pseudo-documentar SF de groază de televiziune din 1966 scris, produs și regizat de Peter Watkins pentru BBC. The War Game descrie un război nuclear și consecințele acestuia. Nu a fost difuzat la BBC când a fost realizat, din cauza  presiunilor guvernului Wilson, deși a avut o lansare limitată în cinematografe.
Filmul a avut astfel premiera la National Film Theatre din Londra, la 13 aprilie 1966, unde a rulat până la 3 mai. A fost apoi prezentat în străinătate la mai multe festivaluri de film, inclusiv cel de la Veneția unde a câștigat Premiul Special. A câștigat, de asemenea, Premiul Oscar pentru cel mai bun film documentar în 1967.
Filmul a fost în cele din urmă transmis la televiziune în Marea Britanie la 31 iulie 1985, în cursul săptămânii dinaintea celei de-a 40-a aniversări de la bombardamentul atomic de la Hiroshima, cu o zi înainte de proiecția repetată a filmului Threads.

## Prezentare
Filmul este realizat sub forma unui reportaj televizat despre bombardamentul termonuclear sovietic asupra Insulelor Britanice și consecințele acestuia (prezentând evenimentele care ar fi avut loc în comitatul Kent). Escaladarea conflictului începe să ia avânt atunci când americanii decid să folosească arme nucleare tactice împotriva trupelor chineze care invadează Vietnamul de Sud. Ca răspuns, armatele sovietice și est-germane lovesc Berlinul de Vest. Războiul nuclear tactic devine rapid strategic, iar câteva zeci de bombe cu hidrogen sunt aruncate asupra Marii Britanii. Milioane de oameni mor în primele ore după atac, mulți alții suferă de la răni și șoc. Haosul se instalează rapid în țară din cauza distrugerii infrastructurii, a lipsei de hrană și a declinului moralității.

## Distribuție
- Michael Aspel - narator
- Peter Graham - narator